# Dorléac
Dorléac is de Nederlands-Vlaamse muziekgroep van Erik de Jong en Geike Arnaert die naast andere projecten plannen regelmatig samenwerken. De naam, een eerbetoon aan de Franse actrice Françoise Dorléac, werd door Arnaert bedacht.
De groep componeerde muziek voor de film Adem van Hans Van Nuffel. In september 2010 gaf de groep een paar eerste optredens onder meer op Vlieland en in Brussel. Het eerste album, opgenomen in Brussel in het winterse voorjaar van 2010, verscheen op 20 september 2010. De single Tommy And The Whale werd al eerder uitgebracht.